# Karsina (Polanów)
Karsina (deutsch Karzin) ist ein Dorf in der Nähe der Kleinstadt Polanów (Pollnow) in der polnischen Woiwodschaft Westpommern.

## Geographische Lage
Karsina liegt in Hinterpommern, etwa 14 Kilometer westlich von Polanów (Pollnow) und 24 Kilometer südöstlich von Koszalin (Köslin) an einer Chaussee, die östlich von Mostowo (Brückenkrug) in nordöstlicher Richtung von der Woiwodschaftsstraße 168 abzweigt. Nachbardörfer sind Mostowo (Brückenkrug) im Südwesten, Rekowo (Reckow) und Garbno (Gerbin) im Norden und Cetuń (Zetthun) im Osten.
Zum Dorf Karsina gehört der ca. 2 Kilometer weiter östlich gelegene Ortsteil Karsinka, das ehemalige Vorwerk von Karzin.

## Geschichte
Karzin, früher auch Carzin, war ehemals ein Allodial-Rittergut. Um das Jahr 1780 gehörten zu Karzin ein Vorwerk, ein außerhalb des Dorfs an der Landstraße Köslin – Bublitz gelegener Gasthof, eine auf der Feldmark gelegene Wassermühle, 16 Bauernhöfe, ein Küster, eine Schmiede und insgesamt zehn Feuerstellen (Haushalte). Um das Jahr 1865 gab es am Ort 29 Wohnhäuser, 22 Wirtschaftsgebäude und zusätzlich eine Teerschwelerei und ein Schulhaus.
Das Dorf mit Vorwerk und Kirche war eine Zeitlang Sitz eines Zweigs der alten pommerschen Familie Bonin gewesen. Es wurde dann im Jahr 1762 an Friedrich Georg Christoph von Hellermann, späteren Landrat des Kreises Fürstenthum, verkauft und blieb bis ins 20. Jahrhundert im Besitz der Familie Hellermann.
Gegen Ende des Zweiten Weltkriegs wurde die Region im Frühjahr 1945 von der Roten Armee besetzt und anschließend – zusammen mit ganz Hinterpommern – unter polnische Verwaltung gestellt. Das Dorf wurde in Karsina umbenannt und das Vorwerk erhielt den polnischen Namen Karsinka. Die deutsche Bevölkerung wurde in den darauf folgenden Monaten aufgrund der so genannten Bierut-Dekrete aus Karzin vertrieben und durch zuwandernde Polen ersetzt.

### Entwicklung der Einwohnerzahl
- 1867: 244
- 2009: 30

## Kirche
Karzin war vor 1945 ein Kirchdorf. Zur Kirchengemeinde gehörten die Dörfer Karzin, Reckow (heute polnisch: Rekowo), Ponicken (Poniki) und Brückenkrug (Mostowo).
Von Alters her war Karzin mit Klannin (Kłanino) pfarramtlich verbunden. Pfarrsitz war Klannin. Die Pfarre gehörte vor 1945 zum Kirchenkreis Bublitz (Bobolice) im Ostsprengel der Kirchenprovinz Pommern der Kirche der Altpreußischen Union.
Zur Kirchengemeinde Karzin gehörten 1940 644 Gemeindeglieder. Letzter deutscher Geistlicher war Pfarrer Hermann Albrecht.

## Persönlichkeiten

### Söhne und Töchter des Ortes
- Ulrich Bogislaus von Bonin (1682–1752), deutscher Dichter evangelischer Lieder
- Anselm Christoph von Bonin (1685–1755), preußischer Offizier, zuletzt Generalleutnant
- Kasimir Wedig von Bonin (1691–1752), preußischer Offizier, zuletzt Generalleutnant
- Wilhelm Casimir von Hellermann (1766–1840), preußischer Landrat
- Wilhelm von Hellermann (1810–1889), preußischer Landrat und Politiker (MdA, MdH)

### Mit dem Ort verbunden
- Friedrich Georg Christoph von Hellermann (1723–1794), Landrat des Kreises Fürstenthum, kaufte 1762 Carzin und nahm hier seinen Wohnsitz